# Crise de démence de Charles VI en la forêt du Mans

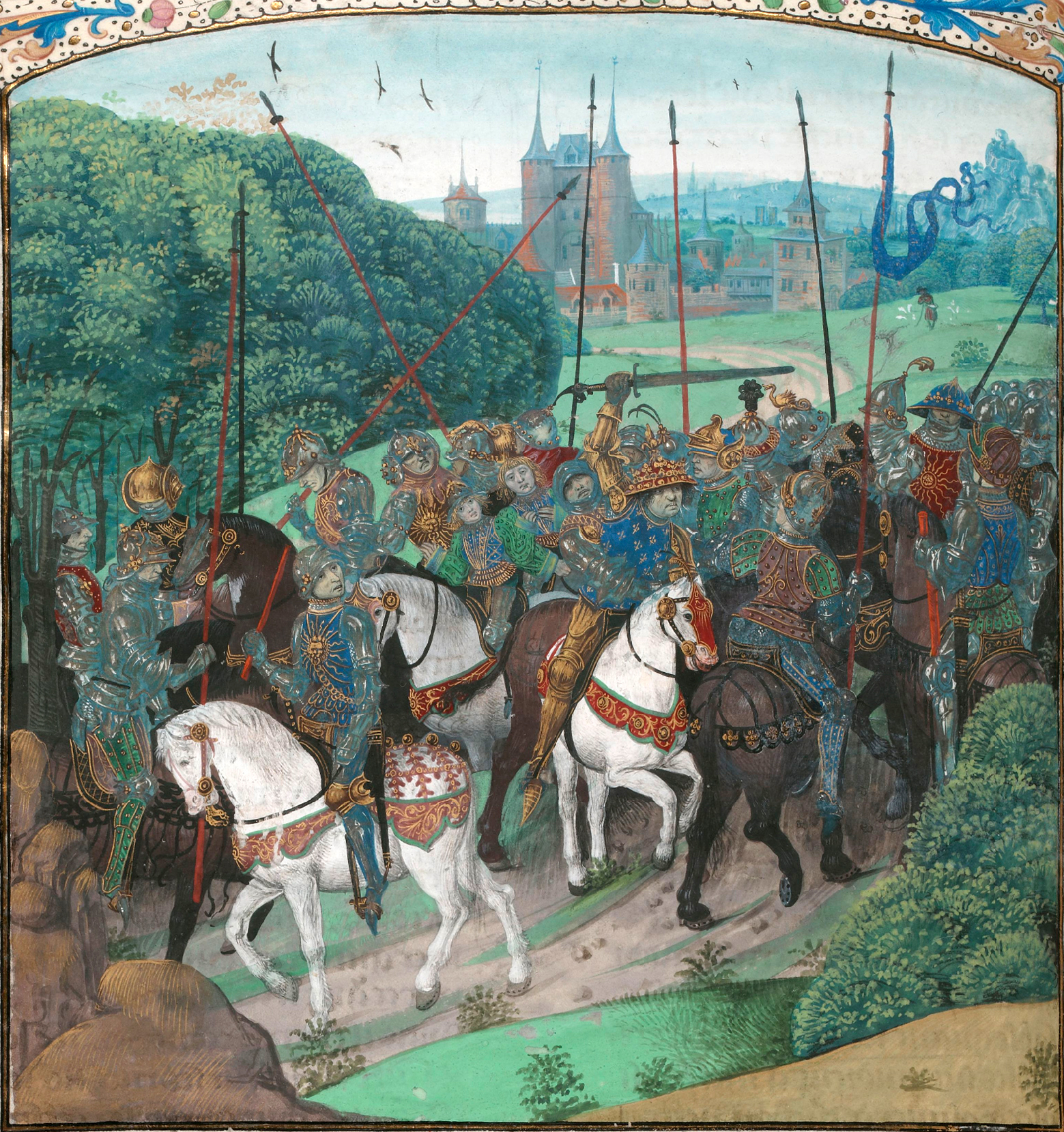
Charles VI (roi de France) saisi de folie non loin du Mans, enluminure du XVe siècle réalisée pour les Chroniques de Jean Froissart.

La crise de démence de Charles VI en la forêt du Mans est, le 5 août 1392, la première manifestation de folie du roi de France Charles VI, en lisière de la forêt du Mans. 
Après la tentative d'assassinat d'Olivier V de Clisson par Pierre de Craon le 13 juin 1392, ce dernier trouve refuge auprès de Jean IV de Bretagne. Charles VI est pressé par ses oncles et les Marmousets, ceux-ci réclament vengeance pour la tentative de meurtre d'Olivier V de Clisson et la guerre contre le duché de Bretagne. En août 1392, malgré son état fiévreux, Charles VI se rend en Bretagne avec l'armée royale en passant par Le Mans où stationne la majeure partie de ses troupes. Le roi de France prend alors le commandement de l'armée et quitte le Mans pour la Bretagne le 5 août 1392.

## Première crise de démence deCharlesVI

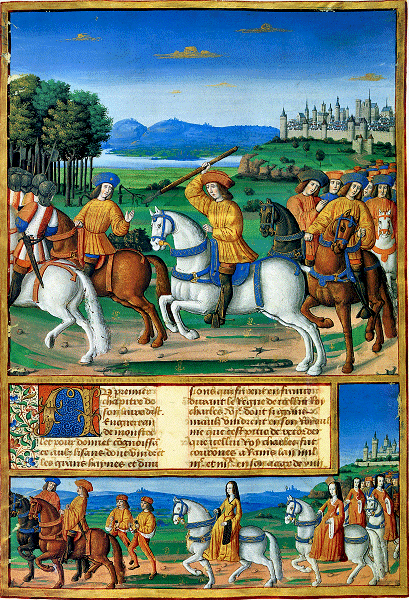
Charles VI (roi de France) pourchasse son frère dans la forêt du Mans, enluminure du XVe siècle illustrant les Chroniques d'Enguerrand de Monstrelet.

En ce mois d'août 1392, les chaleurs sont fortes et le roi Charles VI est vêtu d'un surcot (sorte de robe courte) en velours noir et de chausses noires, la tête couverte d'un chaperon rouge écarlate également en velours. Charles VI chevauche très en avant, les princes se tenant à bonne distance pour ne pas l'incommoder.
Soudain, surgit un homme à la mine patibulaire vêtu d'une tunique blanche qui empoigne brutalement la bride du cheval du souverain, en hurlant : « Arrête, noble roi, ne passe outre, tu es trahi. » Les princes se portent au secours du roi, font lâcher la bride du cheval tenue par l'énergumène, mais tolèrent sa présence pendant une trentaine de minutes à l'arrière de la petite troupe, d'où il continue ses imprécations.
Le roi et les princes parviennent à l'orée de la forêt du Mans, devant eux s'étend une plaine sablonneuse, le soleil frappe fort en plein midi. Charles VI et sa suite doivent traverser cette plaine. 
Un page, avec mission de porter la lance du roi, s'assoupit sur son cheval, la lance royale quitte sa main pour tomber sur le casque d'un autre page de la suite du roi. Charles VI surpris dans sa torpeur, sursaute et, de la pointe de son épée, frappe les deux pages en criant : « Sus, sus aux traîtres ! Ils veulent me livrer ! » Puis toujours dans un état d'agitation extrême, il se dirige l'épée en main vers son frère Louis Ier d'Orléans qui parvient à échapper aux coups du souverain. Néanmoins, dans cette folle agression, quatre hommes tombent sous les coups mortels du roi.
Les princes attendent le retour au calme du roi. Prudemment, un prince arrive dans le dos du souverain, on lui ôte doucement ses armes, et on l'étend sur le sol. Il ne reconnaît plus personne, pas même son frère, et reste muet.

## Bibliographie

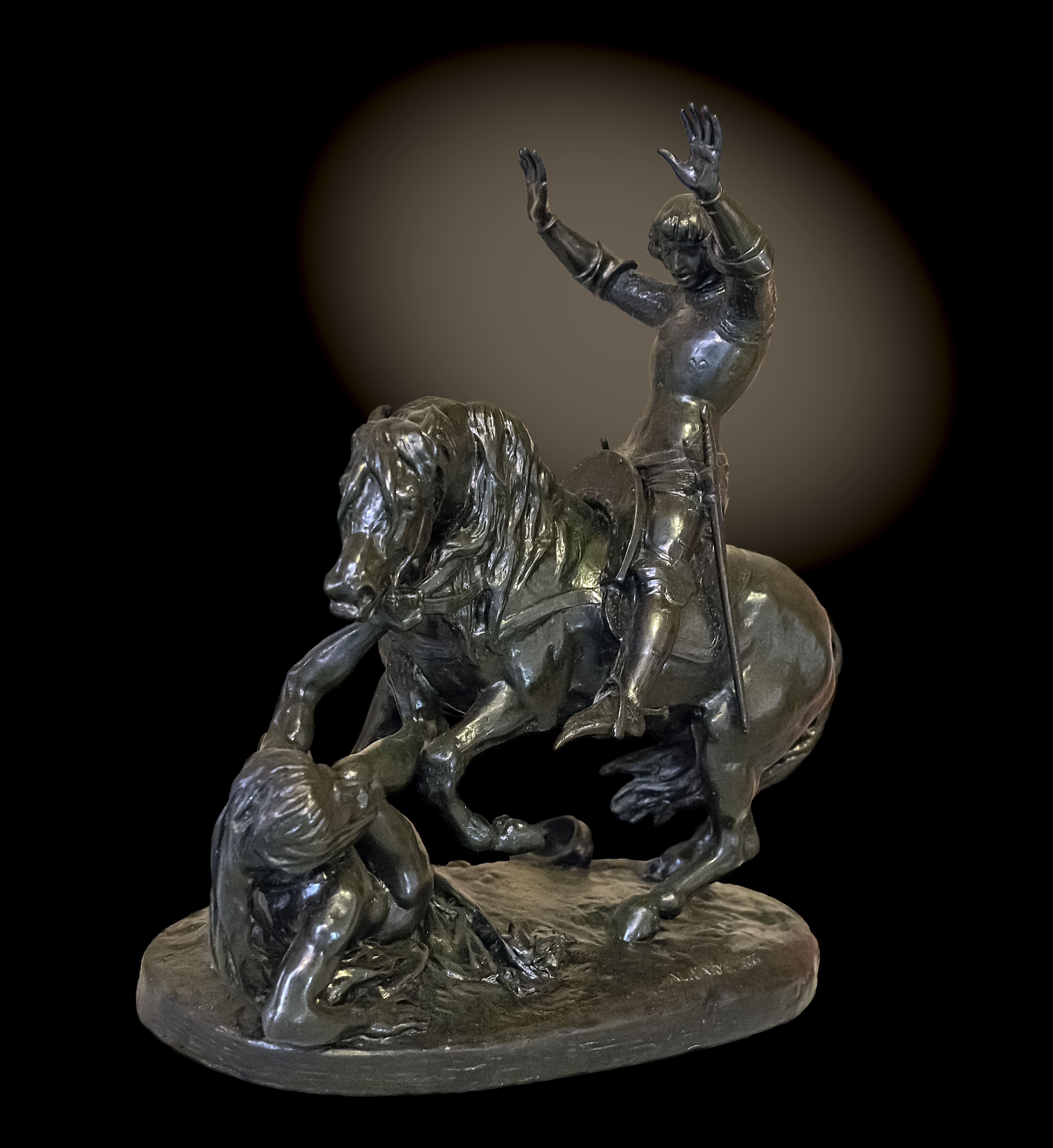
Sculpture intitulée Charles VI effrayé dans la forêt du Mans, par Antoine-Louis Barye (1833).